# Biała Góra (Berg)
Biała Góra (deutsch Weißenberg) ist ein 529 m n.p.m. hoher Berg bei Sanok im südlichen Teil des Saanagebirges oder Słonne-Gebirge (bzw. Salzgebirge von Sanok) – Gebirge zwischen Sanok, Turka und Stryj, im äußersten Südosten des Landes im Powiat Sanocki der Woiwodschaft Karpatenvorland, im südöstlichen Polen.
Der Gipfel der Biała Góra überragt das Tal des Flusses San, auf der Grenze zwischen Beskiden und Waldkarpaten. Der höchste Punkt des Berges heißt Zamczysko bzw. hässliche Burg. Auf seinem Gipfel, den man auf Wanderwegen erreichen kann, befindet sich der Platz mit Relikten des frühmittelalterlichen Wallburgs. Auf dem Hügel zwischen Biała-Góra und Kopacz befand sich bereits in keltischer Zeit mit Lage der keltischen Siedlungsbefunde.
Am Südosthang befindet sich das größte Museum der Volksbauweise im Lande.
An der Nordseite der Białogórska-Straße wurde später ein großer Königsbrunnen eingebaut.
Im zentralen Teil des Hügels wachsen dichte Eichen-Hainbuchenwälder.